# Collotheca hoodii
Collotheca hoodii is een raderdiertjessoort uit de familie Collothecidae. De wetenschappelijke naam van deze soort is voor het eerst geldig gepubliceerd in 1883 door Hudson.